# Репозиція
Репозиція — медична процедура, метою якої є зіставлення фрагментів кістки після перелому для забезпечення кращого зростання уламків кістки. Репозиція необхідна при незадовільній позиції кісткових фрагментів. Критерії задовільної/незадовільної позиції уламків залежать від механізму травми і віку пацієнта.

## Види
Розрізняють репозицію:
- закриту
- відкриту

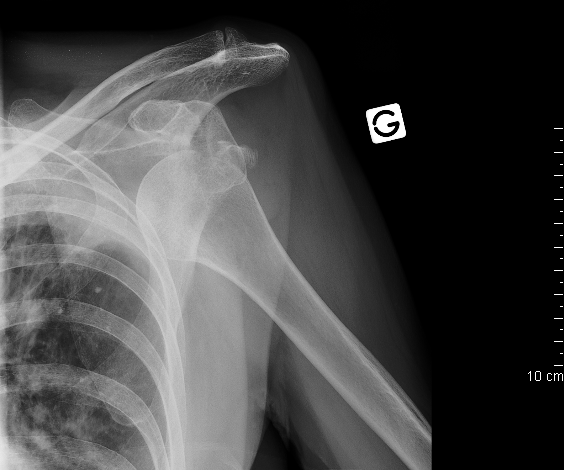
вивих лівого плечового суглобу

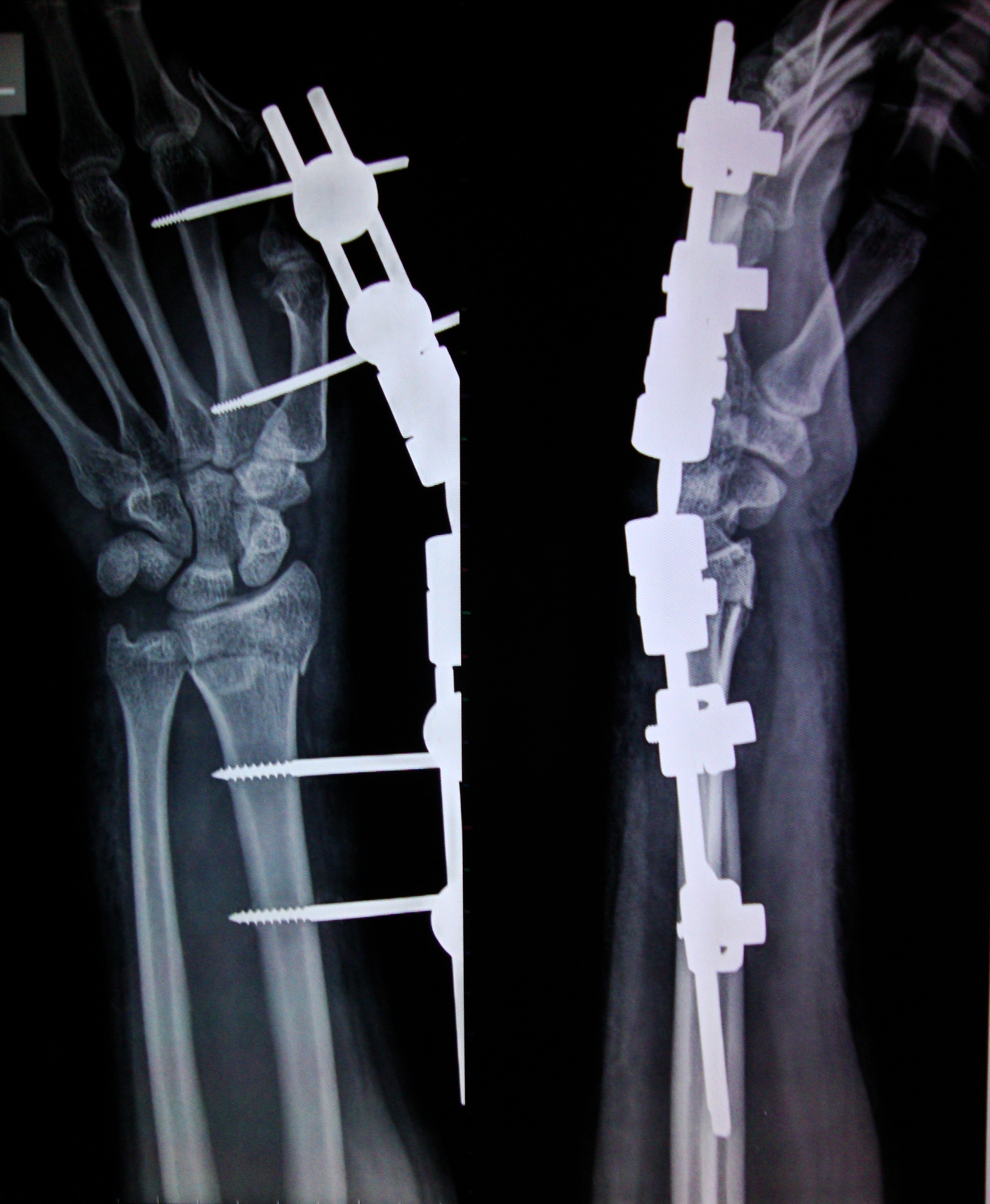
Ренґен- знімок передпліччя після відкритої репозиції за допомогою апарату зовнішньої фіксації. В даному випадку «перелому Коллеса» променевої кістки

Відмінною особливістю закритої репозиції є збереження цілісності шкірних покривів (тобто процедура без хірургічного доступу до місця перелому, а виконується лише зовнішніми засобами).
Відкрита репозиція застосовується у випадках, коли немає можливості досягти задовільної позиції уламків при використанні інших методів лікування. Полягає в широкому оголенні місця перелому з наступним зіставленням уламків і, як правило, завершується фіксацією їх різного типу металоконструкціями.